# Roger Leiner
Pour les articles homonymes, voir Leiner.
 (octobre 2018).
Roger Leiner, né le 2 février 1955 à Wiltz (Luxembourg) et décédé le 29 décembre 2016 à Ettelbruck (Luxembourg), est un dessinateur luxembourgeois de bande dessinée, illustrateur et caricaturiste. Il est principalement connu pour sa série de BD Superjhemp qu'il a créé en coopération avec Lucien Czuga.